# Khăn vấn
Khăn vấn (䘜抆), khăn đóng (䘜凍) hoặc khăn xếp (䘜插) là những cách gọi một trong những trang sức căn bản của người Việt Nam phổ dụng từ thế kỉ XVIII tới nay.

## Lịch sử

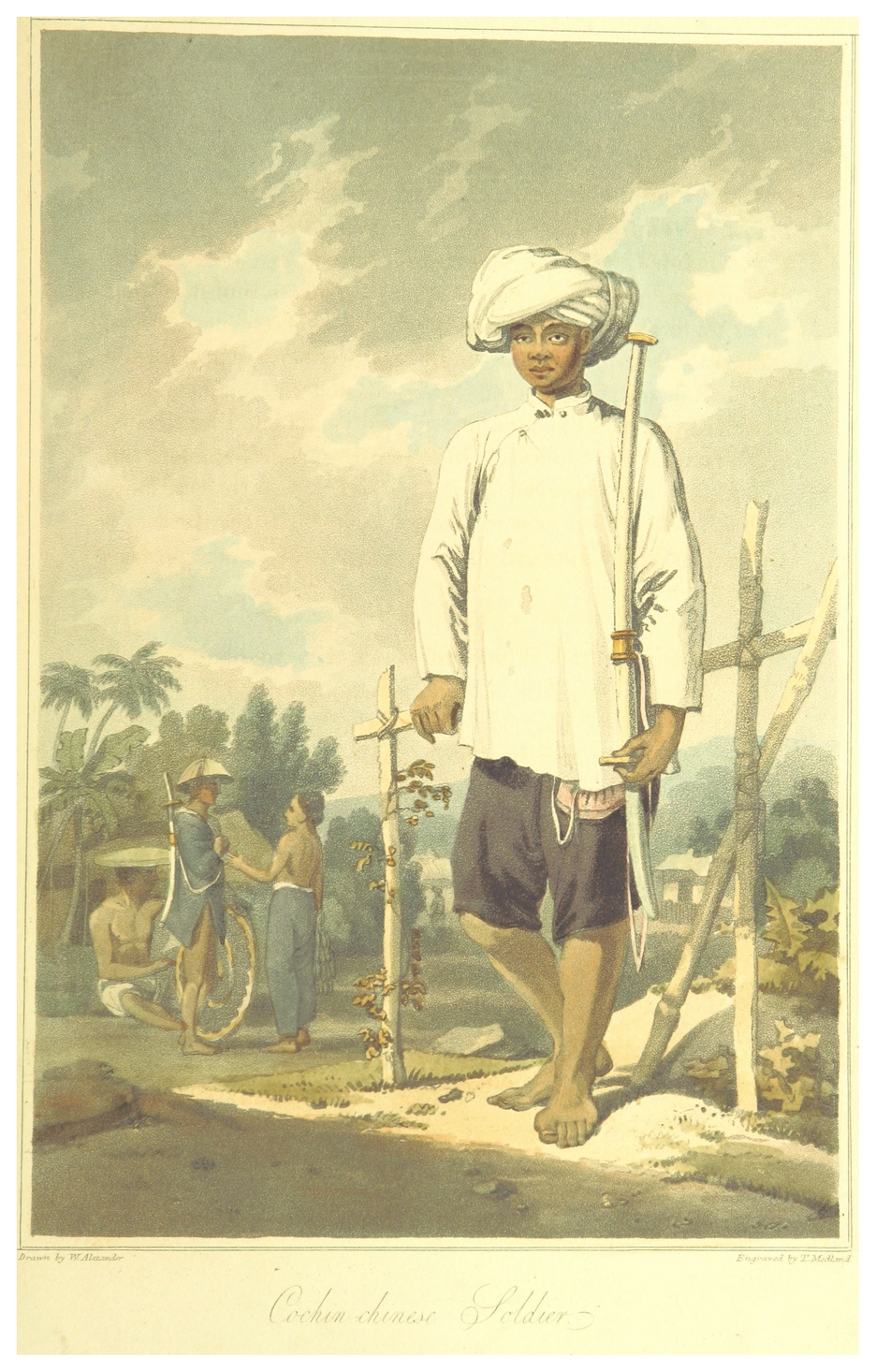
Khăn vấn sơ khai mang nét đặc trưng của văn hóa Champa.

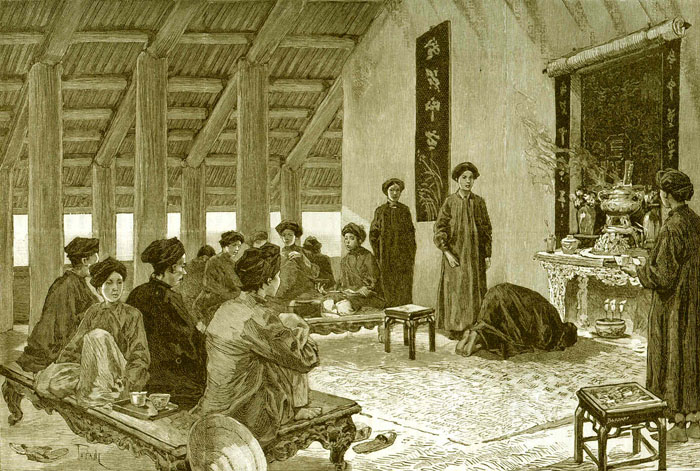
Khăn vấn thông dụng của nam giới vẫn giữ đặc thù xưa nhất.

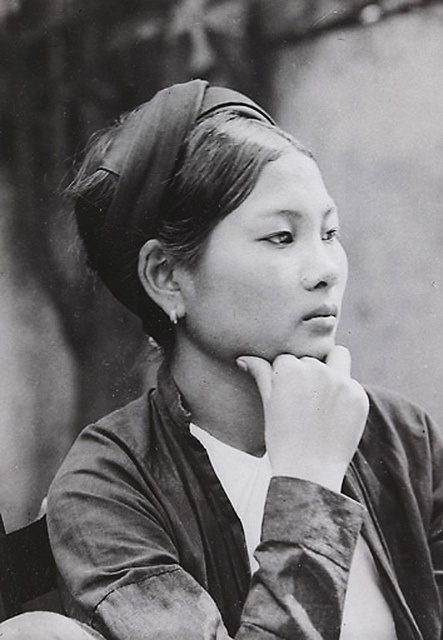
Khăn rí của một phụ nữ Miền Bắc.

Theo tác giả Ngàn năm áo mũ Trần Quang Đức, từ thời Lê trung hưng trở về trước, đôi lúc người Việt vẫn quen dùng khăn bọc tóc theo tập quán Trung Châu, nhưng đến những năm hòa hoãn sau cuộc Trịnh-Nguyễn phân tranh thì cư dân Quảng Nam (tức Đàng Trong) bắt đầu phỏng theo nhiều tục của người Champa, trong đó có lối vấn khăn. Việc vấn khăn trên đầu trước tiên là để tránh cái nóng gay gắt của khí hậu Nam Trung Bộ, nhưng sau nó còn được dùng như một loại phục sức. Năm 1744, chúa Nguyễn Phúc Khoát ban lệnh toàn cõi Quảng Nam phải ăn mặc theo lối mới để tỏ ra khác biệt với người ở phía bắc sông Gianh (tức Đàng Ngoài), do vậy tục vấn khăn đã trở nên đặc trưng của người miền này. Nhưng phải đến khi các đạo luật nghiêm ngặt được ban hành vào năm 1830 do hoàng đế Minh Mạng thì tục này mới phổ quát trên toàn quốc.
Tục vấn khăn trải qua nhiều giai đoạn phát triển, dần trở thành đặc điểm dùng để phân biệt người Việt trong các nước thuộc vùng văn hóa Á Đông; thậm chí ngày nay, đã có thời gian nó bị chính người Việt lầm tưởng về thói quen ăn mặc của tổ tiên mình trong suốt chiều dài lịch sử kể từ khi giành độc lập từ Trung Hoa vào thế kỷ thứ X. Cho tới đầu thế kỉ XX khi trào lưu Âu hóa có sức ảnh hưởng sâu rộng, tục vấn khăn bị mai một dần, đến nay đã không còn trong thói quen ăn mặc thường ngày của người Việt, tuy nhiên nó vẫn xuất hiện trong các bộ trang phục truyền thống vào những dịp đặc biệt như cưới hỏi, lễ Tết, v..v...

## Đặc trưng
Khăn vấn là một vuông vải dày, quấn nhiều vòng quanh đầu, không phân biệt giới tính cũng như tuổi tác người sử dụng. Theo các sắc lệnh của triều Nguyễn được chép trong Đại Nam thực lục, ban đầu người Việt vẫn giữ nguyên lối vấn khăn kiểu Champa; nhưng sau đó, cách vấn khăn dần được thay đổi cho phù hợp với xu thế thời đại và thể hiện được giai cấp xã hội. Thậm chí, từ thế kỷ XX còn xuất hiện thêm các kiểu "giả khăn vấn" bằng chất liệu gỗ, nhựa, kim loại... Tuy nhiên, hành động này đã bị báo giới đương thời chỉ trích khá gay gắt.
Có nhiều dạng khăn vấn, trong đó phổ biến có các dạng dưới đây:
- Khăn lương: Chỉ dành cho nam giới và có tính tiện dụng. Vuông vải mỏng hoặc dày tùy nhu cầu của người dùng để cố định búi tóc. Vòng đầu tiên và vòng thứ hai thường xếp trên trán thành hình chữ Nhân (人) hay chữ Nhất (一). Chữ Nhất chạy thẳng một nếp ngang trên trán, còn chữ Nhân là hai nếp chéo nhau với nếp trái đè lên trên nếp phải. Khăn được quấn bảy vòng, nếp khăn không chồng khít lên nhau mà xếp lớp đều đặn như bậc thang hướng lên trên. Lối vấn khăn này mượn ý kinh điển Nho giáo là lấy Nhân làm gốc, còn chữ Nhất trích ở Luận ngữ của Khổng Tử có nói rằng: "[Tăng] Sâm ơi, đạo thầy chỉ một mà bao quát đấy" (子曰: 參乎, 吾道一以貫之 / Tử viết: Sâm hồ, ngô đạo nhất di quán chi). Cho nên, cả vua chúa, quan lại và học sĩ đều ưa chuộng vấn khăn để tỏ rõ việc coi trọng cương thường. Lối vấn này hay dùng lụa và nhiễu là hai loại vải cao cấp, màu sắc của khăn tùy ý, ngoại trừ màu vàng chỉ được dùng cho vua.
- Khăn đầu rìu: Lối vấn giản tiện nhất, thường là vuông vải thô mỏng màu nâu quấn quanh đầu rồi thắt nút ở trán hay lệch bên thái dương, hai đầu khăn nhô ra như cái rìu để dễ rút ra thấm bồ hôi. Khăn có công dụng thấm bồ hôi chảy xuống mặt khi lao động, kiểu này không phân biệt giới tính cũng chính vì sự hữu ích trong sinh hoạt thường nhật.
- Rí (hoặc đôi khi khăn lươn): Phổ biến ở phụ nữ Đàng Ngoài, rất tiện dụng. Vuông vải không quá dài, độn suốt chiều dài tóc, quấn một vòng quanh đầu để giữ tóc được gọn, có thể độn thêm tóc giả cho dày hơn để làm đẹp. Các thiếu nữ khi đi hội còn chuộng để tóc đuôi gà (phần đuôi tóc dư ra ngoài khăn và buông thỏng xuống) để tạo nét duyên dáng. Ngoại trừ màu vàng (cho hoàng tộc) và hồng (cho con hát và gái lầu xanh), các màu khác đều phổ biến.
- Mũ mấn[2] (hoặc khăn vành dây): Thể hiện nét trang nghiêm, thường được dùng trong các dịp lễ, Tết. Tấm vải rất dài và dày được quấn nhiều vòng quanh đầu như hình phễu; chỉ gồm các màu vàng (cho hoàng đế và hoàng hậu), đen, nâu, tím, đỏ (cho người cao tuổi vào dịp chúc phúc, mừng thọ), xanh da trời (cho cô dâu, chú rể), trắng (cho thầy đồng cốt hoặc người đang chịu lễ tang).

Ngoài ra, theo luật triều Nguyễn, khăn vấn quá ngắn và mỏng bị cấm, nhưng quá dài và dày cũng bị chê là xấu. Vì thế, việc vấn khăn sao cho gọn và đẹp được xem là cách để thể hiện nhân phẩm và tư cách của mỗi người.

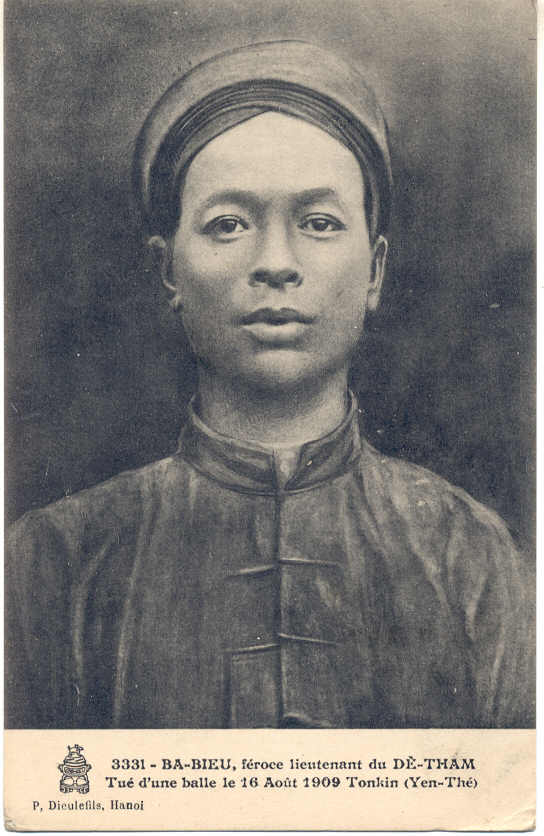
Nghĩa binh Ba Biểu đội khăn xếp chữ Nhân bảy nếp.
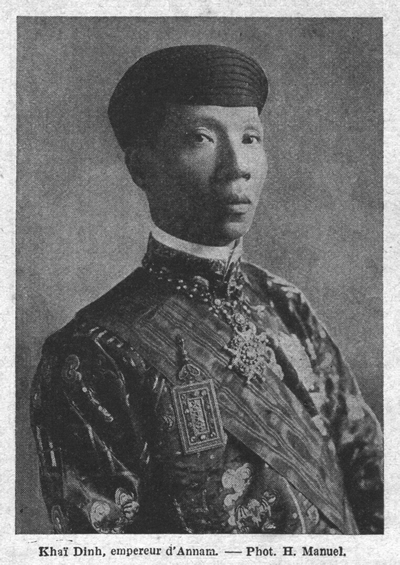
Hoàng đế Khải Định đội khăn lượt chữ Nhất bảy nếp.
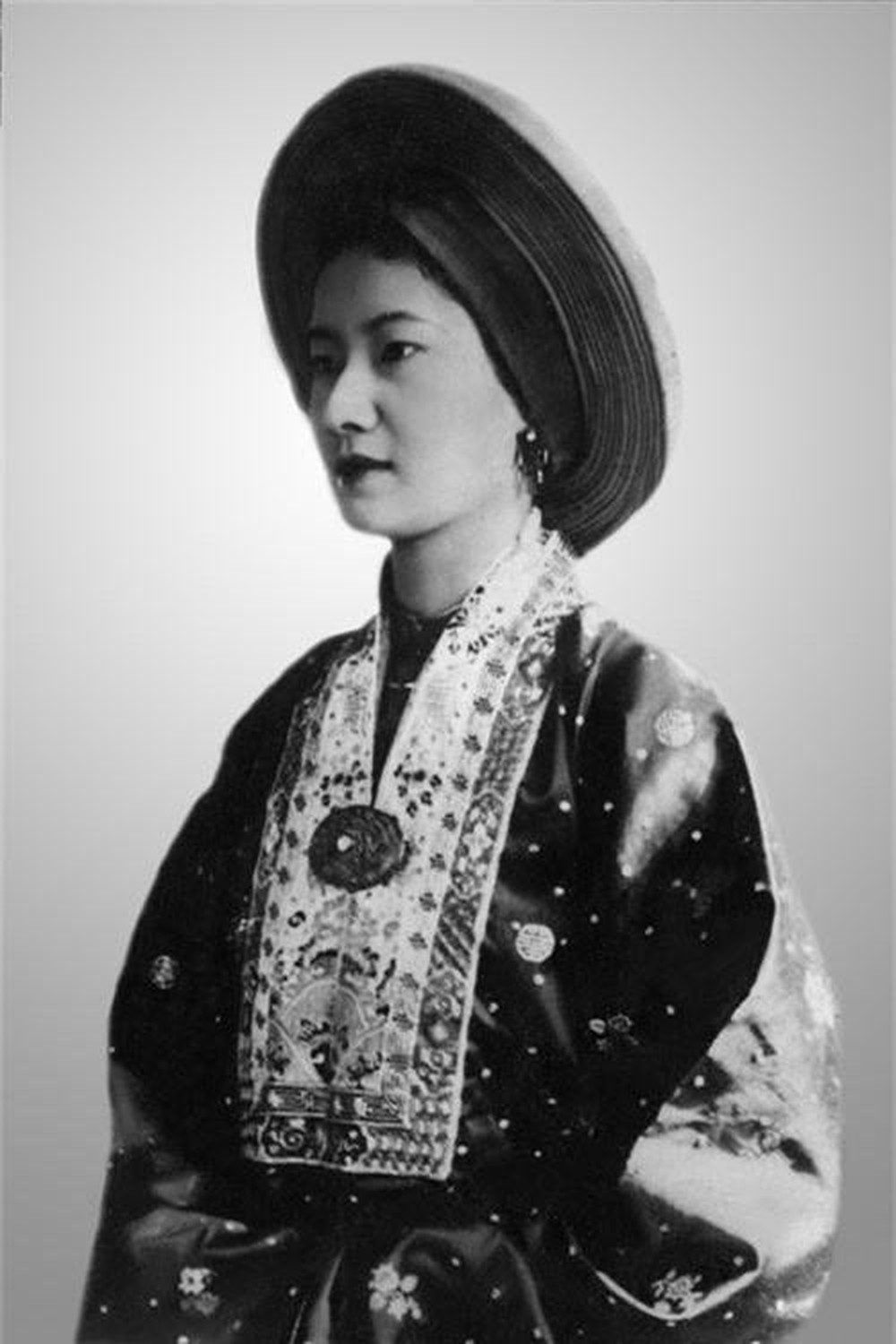
Nam Phương hoàng hậu đội khăn vành dây trong hôn lễ.

| “               | (Phụ nữ) nuôi tóc dài và vấn khăn. Khăn vấn tóc là một miếng vải dài khoảng 80cm, rộng chừng 15cm-20cm, màu đen, màu nâu hoặc màu tím tam giang. Để vấn tóc được tròn và chặt, người ta phải độn thêm vào tóc một cái độn tóc (bằng vải nhồi bông), trông hình như con rắn (dài khoảng 50cm). Ở phía đầu độn có một sợi dây nhỏ dài bằng thân độn. Khi vấn khăn, trước hết rẽ đường ngôi (giữa), dồn tóc sang cả bên phải (hoặc sang bên trái tùy theo sự thuận tay của mỗi người). Đặt độn tóc vào giữa mớ tóc làm cốt, dùng sợi dây cuốn nhiều vòng ra ngoài tóc cho chặt. Lấy khăn vấn bọc tóc lại và cắm một chiếc đanh ghim (hoặc dùng dây buộc vòng) ở đầu khăn để giữ cho khăn khỏi tuột. Dùng tay lần lần vấn, vuốt xuôi cho tròn đều và chặt đến hết chiều dài của khăn. Đặt vành khăn từ trước ra sau đầu một vòng, phần còn lại luồn xuống dưới đoạn đầu khăn, vắt lên ngang đầu sang bên trái. Có lối vắt phần còn lại lên trên đầu khăn rồi kéo chéo qua đầu vắt xuống vành khăn phía bên kia. Nếu tóc dài thì đuôi tóc bao giờ cũng dài hơn khăn, sẽ rủ xuống cạnh tai trái người phụ nữ, gọi là tóc đuôi gà. Tóc đuôi gà là một lối trang điểm được ưa chuộng thời đó. Do vậy đã có bài ca "Mười thương" : Một thương tóc bỏ đuôi gà, Hai thương ăn nói mặn mà có duyên. Về mùa rét, phụ nữ miền Bắc và Bắc Trung Bộ còn chít trên đầu một chiếc khăn vuông màu thâm (thường gọi là khăn vuông hoặc khăn thâm). Đó là một miếng vải vuông mỗi cạnh từ 70cm đến 80cm. Khi chít, gập chéo khăn lại thành hình tam giác, đặt ngang trên đỉnh đầu, hai góc khăn buộc vào dưới cằm, tai được trùm kín. Cũng có kiểu đặt mép khăn xuống gần trán, kéo hai bên khăn về hai phía cho thành một hình mỏ quạ ở giữa rồi buộc hai đầu khăn xuống dưới cằm hoặc quặt đầu khăn buộc ra sau gáy, gọi là chít khăn mỏ quạ. Trường hợp này mép khăn vuông trùm sát vành khăn vấn ở trong làm nổi hình tròn lẳn của vành khăn. Nhiều cô gái, trong mùa nắng to, đã dùng lối đội khăn này nhưng trùm thấp mép khăn vuông xuống đến lông mày, quặt chéo hai đuôi khăn che kín mặt, buộc ra sau gáy, chỉ còn để hở hai con mắt, với mục đích che nắng cho khỏi rám làn da trắng mịn. | ” |
| — Đoàn Thị Tình | |   |

## Văn hóa

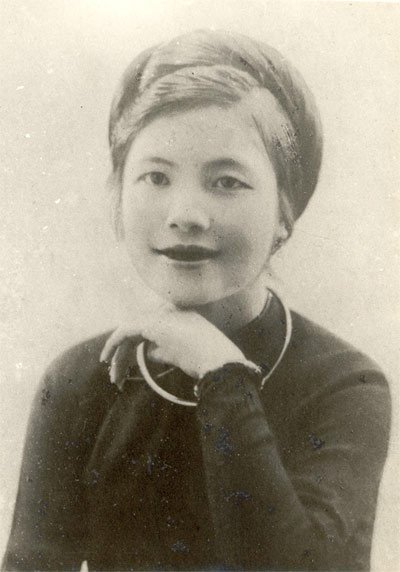
Phu nhân Trịnh Thị Điền để tóc vấn trần.

Vào khoảng thập niên 1920 khi trang phục người Việt đã đổi nhiều phần do văn hóa Tây phương, một phần do phong trào Duy Tân cổ xúy học chữ Quốc Ngữ và phá những hủ tục xưa thì nam giới bắt đầu cắt tóc ngắn nên không còn búi tóc; cách đội khăn vấn cũng theo đó thay đổi. Để cho tiện, một loại khăn mới ra đời được đóng sẵn như vòng mũ, nên gọi là khăn đóng chỉ chụp vào đầu, không cần vấn như trước nữa. Khăn này cũng gọi là khăn xếp. Tục vấn khăn từ đó mai một dần trong nam giới. Đến khoảng thập niên 1940, khăn đóng gần như thay thế vai trò của khăn vấn, đi kèm với áo dài khi có việc trọng đại.
Từ những năm đầu thập niên 1930, khi phong trào giải phóng nữ quyền từ Nam Kỳ lan rộng ra các thành thị Bắc Kỳ và Trung Kỳ, giới trí thức tân học cảm thấy cần phải thay đổi nhận thức xã hội để người phụ nữ có nhiều cơ hội tham gia các hoạt động mang tính cộng đồng hơn. Đi đầu là việc cải cách về lối ăn mặc như một sự "cởi trói" về thân thể, để nữ giới được tự do thực hiện những quyền lợi chính đáng của họ. Từ các số đầu tuần báo Ngày Nay, Tự Lực văn đoàn đã tích cực quảng cáo cho kiểu tóc vấn trần do ông Lemur Nguyễn Cát Tường chủ trương. Ngay lập tức, trong công luận Hà Nội đã dấy lên một làn sóng tranh cãi khá gay gắt, vì phần lớn quan điểm chưa thể chấp nhận với lối tư duy còn quá mới này. Để trấn an dư luận, Nguyễn Cát Tường đã chụp ảnh người vợ của mình là bà Nguyễn Thị Nội với kiểu tóc vấn trần, sau đó ông thuê những thanh thiếu nữ là con nhà danh giá làm người mẫu dùng kiểu tóc ấy để đi bát phố. Mặc dù qua thời gian, kiểu tóc tân thời cũng được cộng đồng đón nhận, nhưng ở thập niên 1930-40 chỉ có các cô gái thành thị ưa chuộng, những người phụ nữ đã kết hôn hoặc cao tuổi vẫn giữ nguyên với lối tóc truyền thống trước đây.
- Điệu hát Chèo Lới lơ

Ta đi chợ dốc ngồi gốc cây đa
Thấy cô bán rượu
Mặc áo nâu già
Thắt dây lưng xanh
Khăn xanh có rí đội đầu
Để thương để nhớ để sầu cho ai